# Darth Vader
Darth Vader (született: Anakin Skywalker) az egyik központi figurája George Lucas Csillagok háborúja univerzumának.
Vader az egyik legmarkánsabb, legikonikusabb és legkarizmatikusabb gonosztevő a filmtörténelemben, hatalmas (bár még emberléptékű) termetével, sötét sisakjával, félelmetes akusztikájú, jellegzetes lélegzetvételével és hangképzésével. Az Amerikai Filmintézet „100 hős és gonosztevő” listáján a 3. helyezést kapta és az IGN top 100 villains of all time listáján 1. lett.

Darth Vader egykoron Anakin Skywalkerként, híres Jedi lovagként volt ismert a Galaxisban

Az eredeti trilógiában (IV., V., VI. rész) ő a hősöket, és a saját oldalán állókat is folyamatosan fenyegető könyörtelen gonosz nagyúr. A Csillagok háborúja IV: Egy új remény és a Csillagok háborúja V: A Birodalom visszavág filmekben az univerzumot uraló Galaktikus Birodalom ravasz, kegyetlen harcosaként jelenik meg. Mint a Sithek sötét nagyura, Vader az uralkodó, Palpatine Császár tanítványa és jobbkeze. Együtt az Erő sötét oldalát használják a megmaradt Jedik és a Lázadó Szövetség üldözésére.
Mielőtt Sith nagyúr lett volna belőle, Anakin Skywalkerként jedi volt, Obi-Wan Kenobitól tanult, majd a klónok háborúja alatt ő is kitanított egy padawant, Ahsoka Tanót.
Valódi énje Anakin Skywalker, az egykori Jedi lovag. Először a Csillagok háborúja I: Baljós árnyak c. epizódban tűnik fel, mint rabszolgafiú a Tatuin bolygón, később pedig ő lesz Obi-Wan Kenobi, majd a sötét nagyúr Palpatine tanítványa. Az ő személye az összekötő kapocs a régi és az új filmek között (ugyanis mint Vader a harmadik rész végén „kel életre”).
A hat Csillagok háborúja filmben kiemelkedő jelentőséggel bír: egyrészt az előzmény trilógia Anakin Skywalker hősi felemelkedését és tragikus bukásának történetét dolgozza fel, másrészt az eredeti trilógia történetének gerincét képezi Luke Skywalkerrel való apa-fiú kapcsolata, a „visszatalálása” a világos oldalra és a császár felett aratott győzelme. A hat film életének szinte minden fontosabb eseményét megörökíti, ő a Star Wars filmek legkidolgozottabb szereplője.
Nevét – amely valószínűleg beszélő név – is innen származtatják: meglehetősen gyakori vélemény, hogy a Darth Vader név az indoeurópai nyelvekben igen hasonlóan hangzó Dark Father („sötét apa”) szókapcsolatból ered. Hollandul például a vader „apát” jelent. A gonosztevő, nagy hatalmú apa, illetve az apa-fiú konfliktus nem ismeretlen az irodalomban: az ógörög mitológiában Zeusznak, a későbbi főistennek, hosszas, rejtőzésben töltött ifjúkor után, gonosz és kegyetlen apját, Kronoszt kellett legyőznie, hogy az univerzum szakrális és spirituális főhatalma és vezetője legyen, és nem mellesleg, tettével megmentse testvéreit.
A szereplőt az előzmény trilógia második és harmadik részében Hayden Christensen, az eredeti trilógiában David Prowse és Sebastian Shaw alakította, hangját James Earl Jones kölcsönözte.

## Életútja

### Baljós árnyak
Anakin Skywalker a kicsiny, félreeső és kietlen sivatagbolygón, a Tatuinon nevelkedett, ahol anyjával, Shmi Skywalkerrel együtt egy Watto nevű toydari ócskás rabszolgája volt. 9 éves korában talált rá a bolygóra érkező Jedi mester, Qui-Gon Jinn, aki, annak alapján, hogy Anakinnak nem volt apja, és, hogy a fiú vérében páratlanul magas számban voltak jelen a Midikloriánok, úgy vélte, meglelte a Jedi próféciákban megjövendölt Kiválasztottat, akinek feladata, hogy egyensúlyt hozzon az Erőbe. 
Anakin ekkor találkozott a nála néhány évvel idősebb (a történet szerint 14-15 éves) Padméval, aki – elmondása szerint – a kapzsi Kereskedelmi Szövetség által lerohant Naboo bolygó királynőjének szolgálója volt, és akibe a fiú azonnal beleszeretett. Mikor megtudta, hogy Qui-Gon és társai hajójuk sérült hajtóműve okán kényszerültek leszállni a Tatuinra, korát meghazudtoló pilótatudását latba vetve megnyerte a bolygón rendezett fogatversenyt, aminek köszönhetően Watto kénytelen volt átadni a szükséges alkatrészeket a Jedi lovagnak, valamint felszabadítani Anakint. 
Az ócskás azonban csak egy rabszolgája szabadságát adta vissza, így Anakin anyjának hátra kellett maradnia, míg a fiú elutazott a galaxis fővárosaként funkcionáló Coruscant bolygóra. Itt Qui-Gon bemutatta őt a Jedi tanácsnak. A vének azonban kivételes képességei ellenére sem egyeztek bele, hogy kiképezzék Anakint, mivel a fiú túl idős volt ahhoz, hogy elsajátíthassa a filozófiájukat.
Qui-Gon azonban nem állt el szándékától, miszerint Jedit nevel belőle, így nem hivatalosan ugyan, de tanítványául fogadta. Magával vitte a Naboo bolygóra, ahol a fiú kulcsszerepet játszott a bolygó felszabadítása során, kilőve a Kereskedelmi Szövetség rohamdroidjait vezérlő űrhajót. A csata előtt arra is fény derült, hogy Padmé voltaképpen maga az álruhás Amidala királynő.
Ezalatt a múlt homályából felbukkanó Sith lovag, Darth Maul azonban megölte Qui-Gont, így Anakin hivatalos mestere (miután a Jedi tanács tudomást vett a Sithek visszatértéről, beleegyeztek, hogy Jedit neveljenek a lehetséges Kiválasztottból) annak tanítványa, Obi-Wan Kenobi lett.

### A klónok támadása
10 évvel később, a polgárháború szélére sodródott galaxisban zajló események közepette Anakin újból találkozott Padméval, aki időközben a Naboo szenátorává lépett elő. Mikor egy titokzatos merénylő Padmé életére tört, a Jedi tanács Anakint bízta meg a nő védelmével, míg Obi-Wan felgöngyölítette az ügyet. Anakin és Padmé visszautaztak a Naboora, ahol beismerték az egymás iránt táplált érzelmeiket, azonban Padmé rámutatott, hogy a kapcsolatukat sosem vállalhatnák fel: egy Jedi lovag nem kezdeményezhet romantikus kapcsolatot, ő pedig a bolygójának szentelte magát. A tiltott szerelem mindkettejüket tönkretenné.
Mikor Anakint visszatérő rémálmok gyötörték, miszerint anyja szenved, Padmé társaságában visszatért a Tatunira, ahol megtudta, hogy Shmi Skywalkert buckalakók rabolták el. A férfi felkutatta utóbbiak táborát, ám anyját már nem tudta megmenteni. Haragjában az összes buckalakót lemészárolta.
A gyász és a tettei iránti szégyen közepette megfogadta Padménak, hogy jobb, több lesz ennél: a valaha volt leghatalmasabb Jedi lovag lesz és magát a halált is legyőzi. 
Shmi temetését követően Anakin és Padmé megtudták, hogy Obi-Wan nyomozása során a Galaktikus Köztársaság megdöntésére törekvő Szakadárok fogságába esett. A páros a Geonozis bolygóra utazott, ahol azonban Kenobihoz hasonlóan fogságba estek. A Szakadárok mindhármukat ki akarták végezni, amely események előtt, mivel biztosak voltak benne, hogy meghalnak, Anakin és Padmé kölcsönösen szerelmet vallottak egymásnak.
A kivégzést azonban a helyszínre érkező Jedi lovagok, majd a Kenobi által felfedezett, titokzatos klónhadsereg szakította felébe, amely utóbbit a Köztársaság részére állítottak elő, hogy harcoljanak a közelgő polgárháborúban – amely ezzel a csatával ki is robbant.
Anakin és Obi-Wan üldözőbe vették a Szakadárokat toborzó egykori Jedi lovagot, Dooku grófot, aki azonban könyékből levágta Anakin jobb karját, és Kenobit is megsebesítette. A grófot végül a váratlanul megjelenő Yoda mester futamította meg.
Az eseményeket követően Anakin és Padmé titokban összeházasodott a Naboon. 

### A Sithek bosszúja
Anakin egy éjszaka szörnyű rémálmot lát, melyben felesége, Padmé meghal, miközben megszüli közös gyermeküket. Attól fél, az álom valóra válik, és ezt a félelmét megosztja Padméval és Palpatine kancellárral is. Palpatine, aki valójában Darth Sidious, kihasználja az alkalmat, hogy a rendkívül erős Anakint maga mellé állítsa; tudatosan a Jedik ellen hangolja őt, és megoszt vele egy történetet, mely szerint egy hajdani Sith nagyúrnak (Darth Plagueisnek, Sidious mesterének) sikerült megtalálnia annak a módját, hogy bárkit meg tudjon menteni a haláltól. Anakin kíváncsiságát azonnal felkelti ez a titokzatos módszer, amit Palpatine szerint el lehet sajátítani. Hozzáteszi azonban: nem a Jediktől. Anakin időközben rájön, hogy Darth Sidius valójában nem más, mint Palpatine, és bár kezdetben meg akarja ölni őt, megkegyelmez neki, mert a férfi segítségével elsajátíthatja azt a tudást, ami Padmé megmentéséhez szükséges. Bár Anakin egy ideig még habozik, ugyanis elmondja Mace Windunak és a többi Jedinek, amit megtudott, ám később Windu parancsa ellenére követi Jedi társait a Főkancellár irodájához. Amikor Mace Windu meg akarja ölni Palpatinet, miszerint veszélyes lenne életben hagyni, a fiú végül levágja a Jedi Mester kezét, és a helyzetet kihasználva a Főkancellár halálos Erő villámaival megöli Windut. Anakin tehát átáll Palpatine oldalára, aki a Darth Vader nevet adja neki. Megbízza a Jedik kiirtásával, így Vader az 501-es osztaggal együtt elindul a Jedi templom felé, hogy teljesítse a parancsot. Minden Jedit lemészárol, még a gyerekeket sem kíméli. Ezalatt Palpatine a Klón Hadseregnek is kiadja a 66-os parancsot, így a klónok a meglepett Jedik ellen fordulnak. Csak kevés Jedi marad életben közülük. Mikor Obi-Wan rájön Anakin átállására, értesüléseit megosztja Padméval is, aki azonnal férje után utazik. Ő megpróbálja a lányt maga mellé állítani, és amikor ez nem sikerül, fojtogatni kezdi az Erővel.
Ezt követően megküzd Obi-Wannal, aki hosszadalmas küzdelem után legyőzi a Mustafar lávabolygón; végtagjait levágja, és az ezáltal tehetetlen ifjú a vulkáni tevékenység miatt forró talajon égési sérüléseket szenved. Csak a Császárnak köszönhetően marad életben, ám ehhez élete végéig testét védő fekete páncélt, művégtagokat kell viselnie, és mesterséges légzőberendezéssel tud csak lélegezni. Megtudta, hogy felesége immár halott, és azt gondolta, hogy Padméval együtt a kicsi is meghalt. Immár senki nem volt, aki a fény oldalára vissza tudta volna téríteni, így a Császár megnyugodhatott. Vader nem is sejtette, hogy ikrei születtek, és hogy húsz évvel később fia, Luke Skywalker a nyomdokaiba fog lépni…

### Zsivány Egyes
Tizenkilenc évvel a Csillagok háborúja III: A Sith-ek bosszúja c. epizód cselekménye után, a titkos fegyver ami Csillagpor név alatt fut elkészül, behelyzik a Halálcsillagba, készen áll a bevetésre, első célpontja a méltán híres Jedi templomváros, Jedha, a város pusztulása után a titkos project vezetője Krennic Igazgató találkozik Vaderrel, Vader a lelkére köti hogy semmilyen fegyver nem létezik, eközben a Lázadók Szövetsége szervezkedni próbál a Birodalom ellen; Jyn Erso egy maroknyi csapattal behatol a Scarif bolygóra, és sikerül megszerezniük a Császár és Vader félelmetes fegyverének, a Halálcsillagnak a terveit. A halálcsillagot bevetik, a Scarifi bázis elpusztul, Vader túl későn érkezik. A lázadók megszerezték a tervrajzokat.

### Egy új remény
Tizenkilenc évvel a Csillagok háborúja III: A Sith-ek bosszúja c. epizód cselekménye után, a Lázadók Szövetsége szervezkedni próbál a Birodalom ellen; sikerül megszerezniük a Császár és Vader félelmetes fegyverének, a Halálcsillagnak a terveit. A felkelők egyik tagját, Leia hercegnőt, aki a lázadók titkos bázisára akarja vinni a terveket, Vader elfogja, majd mivel a lány nem hajlandó bevallani, hogy hol van a lázadók titkos bázisa, megkínozza. Leia hercegnő azonban ellenáll. Tarkin nagymoff tudja csak kicsikarni belőle a vallomást, amiről utóbb kiderül, hogy hazugság. A lányt később kiszabadítja Luke Skywalker. Időközben a hajóra felszökött Obi-Wan szembetalálkozik egykori tanítványával, Vaderrel, és hagyja magát legyőzni, így adva lehetőséget barátainak a menekülésre. A lázadók a terveknek köszönhetően megtámadják a Halálcsillagot, ám a birodalmi katonák, és később Vader is, megtizedelik a csapatot. Mikor már csak Luke marad életben, Vader majdnem végez vele, ám Han Solo közbelépésének köszönhetően megmenekül, ráadásul megsemmisíti az első Halálcsillagot.

### A Birodalom visszavág
A Csillagok háborúja V: A Birodalom visszavág című részben Vaderék rábukkannak a lázadók új titkos bázisára a Hoth bolygón, amit meg akarnak semmisíteni. Vader is megjelenik, ám addigra a felkelők már elmenekültek. Vader a Császár parancsára keresni kezdi Luke-ot. A fiú barátait használja fel csalinak. Még mielőtt Hanék megérkeznének Felhővárosba, Vader már lepaktál Landóval, annak érdekében, hogy elfogja őket. Aztán úgy határoz, hogy Luke-ot hibernált állapotban küldi el a Császárhoz, de előtte még kipróbálja Han Solón, hogy a hűtőberendezés mennyire biztonságos. Kisvártatva megjelenik Luke, aki Anakin fénykardját használja a harcban. Vader győzedelmeskedik Luke fölött, és levágja a kezét. Ezt követően elmondja, hogy ő Luke apja, és megpróbálja meggyőzni, hogy álljon át az Erő sötét oldalára. A fiú azonban ezt nem teszi meg.

### A Jedi visszatér
Vader ismét megpróbálkozik felkutatni Luke-ot. A Császár előre látja, hogy Luke majd megadja magát. Ez meg is történik, ám a fiú nem akar átállni a sötét oldalra, épp ellenkezőleg; apját akarja visszatéríteni a fény oldalára, mivel úgy érzi, van még benne jóság. Vader ezt tagadja, majd a Császár elé viszi. Palpatine gyűlöletet próbál szítani maga és Vader ellen, de Luke ellenáll a sötét oldal csábításának. Egy pillanatra viszont úgy érzi, meg kell ölnie a Császárt. Vader a Császár védelmére kel, ám a párbajban ezúttal Luke győzedelmeskedik, és levágja apja karját, de nem hajlandó megölni őt. Ezért a császár a fiút erővillámokkal bénítja meg, és próbálja megölni. Luke kétségbeesetten kér segítséget az apjától, aki a múltjára visszatekintve, visszatér az Erő világos oldalára, és megmenti a fiát. Vadernek sikerül megölnie a császárt, de ő maga is halálos sebet kap. Utoljára azt kéri Luke-tól, hogy vegye le róla a maszkját, így apa és fia végre egymás szemébe nézhet. Vader tehát megszűnt létezni: Anakin Skywalkerként halt meg. Életműve, bár ellentmondásos, vitathatatlan, hogy a császár megölésével beteljesítette a próféciákat, és – a jövendöléseknek megfelelően – ő hozta el az egyensúlyt az Erőbe.

## A szereplő megformálói
- Az előzmény trilógiában: A Sith-ek bosszúja c. részben Anakin Skywalker bukása látható, és a sötét oldalra való átállása. A gyermek Anakint Jake Lloyd, a fiatalt pedig Hayden Christensen alakította. Bár George Lucas eredetileg nem így tervezte, a harmadik epizódban Hayden bújt Darth Vader páncéljába. Hayden sokkal alacsonyabb és vékonyabb volt, mint David Prowse, ezért egy teljesen új jelmezt kellett készíteni a számára. Hangját változatlanul James Earl Jones kölcsönözte.

- Az eredeti trilógiában: David Prowse és több kaszkadőr (főként Bob Anderson) öltötte magára Darth Vader jelmezét, valamint James Earl Jones hangján szólalt meg. Miután Darth Vader visszatér a fény oldalára, és Luke Skywalker leveszi az őt életben tartó maszkot, már Sebastian Shaw látható Anakin Skywalkerként. Ebben a három részben végső soron három színészre volt szükség a figura életre keltéséhez, a 2004-es különleges kiadás után pedig négyre, mivel az utolsó jelenetben Anakin Erő-szellemét Shaw helyett Hayden Christensen alakította, ezzel kívánva erősíteni a kontinuitást a két trilógia között.

- Magyar hangja (páncélban): Az eredeti változat hazai mozivetítésekor (1982) csak A birodalom visszavág-hoz készült magyar szinkron, ebben Nagy Attila kölcsönözte Darth Vader hangját. Az Egy új reményt az 1984-es MTV-adáshoz szinkronizálták először, ekkor Kristóf Tibor hangján szólalt meg. A Jedi visszatér eredeti szinkronjában (csak VHS-en jött ki) Kránitz Lajos volt a magyar hangja. Az 1995-ben készült felújított kép- és hangminőségű VHS-kiadáshoz (THX-változat) újraszinkronizálták a trilógiát, egységesen Hollósi Frigyessel. A speciális változathoz újabb, harmadik szinkron készült, a IV. részben Hollósi maradt Vader hangja, az V-ben és a VI-ban viszont újra Kránitz Lajos szinkronizálta, akárcsak A Sith-ek bosszújában. A 2011-ben megjelentetett blu-ray kiadásra a speciális változat szinkronja került fel, azonban az V. és a VI. részben Vader kapott néhány új mondatot. Mivel Kránitz Lajos néhány hónappal a III. rész elkészülte után elhunyt, a betoldások szinkronja Hollósi Frigyessel készült. (Az V. rész speciális változatában tisztázatlan okból hiba csúszott Vader magyar szinkronjába: a légzését lekeverték. Ezt a bluray kiadáson sem korrigálták, ugyanakkor a betoldott jelenet szinkronjában hallható Vader légzése.) A Star Wars: Lázadók című sorozatban, a Zsivány Egyes – Egy Star Wars-történet című filmben, valamimt az Obi-Wan Kenobi élőszereplős sorozatban egyaránt Horányi László szólaltatja meg a karaktert, míg a Star Wars IX. rész – Skywalker kora című filmben pár mondat erejéig Vass Gábor.

- Magyar hangja (maszk nélkül): Amíg Anakin/Vader nem visel álarcot, Hayden Christensen magyar hangja Moser Károly volt, az I. részben pedig Kováts Dániel szinkronizálta Jake Lloydot. A VI. rész végén Luke leveszi ugyan a maszkot az apjáról, de a hangja változatlanul Hollósi Frigyes, illetve Kránitz Lajos marad. A Star Wars: Lázadók című sorozat 29. epizódjában (A tanítvány alkonya) Vader összecsap volt padawanjával, Ahsoka Tano-val, s a lány harc közben levágja a maszk egyik részét, s így félig látható a sith arca. Ezalatt – a VI. résszel ellentétben – visszatér Moser Károly hangja. Szintén érdekes, hogy míg a VI. rész végén Vader arca hófehér és beesett, addig A tanítvány alkonyában úgy tűnik, hogy teljesen egészséges.

## Zenei aláfestés
George Lucas szerette volna, hogy Richard Wagner operáihoz hasonlóan, mindegyik szereplőnek legyen saját zenei aláfestése. John Williams ezért az ötödik részben megalkotta Darth Vader zenéjét is, ami egyben a birodalmi induló is. Ez a tétel az előzmény trilógia során többször is felcsendül, leginkább a második (mikor a csillagrombolók felszállnak a Coruscanton), és a harmadik részben.

## Filmográfia
- Star Wars I. rész – Baljós árnyak (Anakin)
- Star Wars II. rész – A klónok támadása (Anakin)
- Star Wars III. rész – A Sith-ek bosszúja (Anakin átállása a sötét oldalra)
- Star Wars: A klónok háborúja (film) (Anakin)
- Star Wars: A klónok háborúja (televíziós sorozat) (Anakin, Vader - Látomások formájában, illetve a 7. évadának 12. részében)
- Star Wars: Lázadók (Vader, illetve Anakin hologramfelvételről)
- Zsivány Egyes – Egy Star Wars-történet (Vader)
- Star Wars IV. rész – Egy új remény (Vader)
- Star Wars V. rész – A Birodalom visszavág (Vader)
- Star Wars VI. rész – A Jedi visszatér (Vader, Anakin halála előtt visszatér a fény oldalára)
- Ahsoka (Anakin és Vader is erőszellemként, illetve Anakin hologramfelvételről)
- Star Wars IX. rész – Skywalker kora (Anakin hangja)

## Fordítás
- Ez a szócikk részben vagy egészben  a   Darth Vader című angol Wikipédia-szócikk fordításán alapul.  Az eredeti cikk szerkesztőit annak laptörténete sorolja fel. Ez a jelzés csupán a megfogalmazás eredetét és a szerzői jogokat jelzi, nem szolgál a cikkben szereplő információk forrásmegjelöléseként.